# 饗場詩野
饗場 詩野（あいば しの、1988年5月16日 - ）は、日本の女性タレント。神奈川県鎌倉市出身。

## 人物
NHK教育『天才てれびくんシリーズ』1996年度〜2000年度てれび戦士として知られている。東京児童劇団に入り、芸能界デビュー。
2008年（平成20年）、芸能界を引退。

## 出演

### テレビ

#### ドラマ
- ひとつ屋根の下（1993年、フジテレビ）
- スウィート・ホーム（1994年、TBSテレビ）
- 三軒目の誘惑（1994年、日本テレビ）
- 長男の嫁（1994年、TBSテレビ）
- さっちゃんウソついてごめんネ（1995年、TBSテレビ）
- 演歌・唱太郎の人情事件日誌2（1997年、TBSテレビ）

#### バラエティ
- 天才てれびくん（1996年 - 1999年、NHK教育テレビ）
- 天才てれびくんワイド（1999年 - 2001年、NHK教育）てれび戦士
- 天才てれびくんhello,（2020年）稲毛眞生の母親[1]

#### その他
- 王道バラエティ つかみはOK!（TBSテレビ）
- とんねるずのみなさんのおかげです（フジテレビ）
- ポンキッキーズ（フジテレビ）
- ミッキーキッズ（テレビ東京）
- モグモグGOMBO（日本テレビ）

### 映画
- 人のセックスを笑うな（2008年）クラスメイト 役

### CM
- リコー タッチエース
- 三菱銀行
- バンダイ ピヨピヨコンサート
- アース製薬 バスロマン
- ホテル三日月
- 東京個別指導学院 - スチル
- 進研ゼミ - スチル
- 週刊少年ジャンプ - スチル